# Quicksand (gruppo musicale)
I Quicksand sono un gruppo musicale alternative metal statunitense formata a New York nel 1990 per merito di Walter Schreifels, precedentemente chitarrista e cantante dei Gorilla Biscuits.

## Storia del gruppo
Il gruppo ha pubblicato 2 album prima dello scioglimento, avvenuto nel 1995. Successivamente c'è stata una breve "reunion" nel 1997, durante la quale non sono stati pubblicati ulteriori lavori. Tornano nuovamente insieme nel 2012 e, dopo qualche data dal vivo, durante l'anno successivo dichiarano di essere al lavoro con del nuovo materiale. Il 21 agosto 2017 viene annunciata la pubblicazione di un nuovo album e, il giorno successivo viene diffuso il nuovo singolo intitolato Illuminant. Il 10 novembre 2017 è uscito il terzo album della band: Interiors.

## Influenze
Ispirati dalla svolta post-hardcore di Ian MacKaye e dei suoi Fugazi, e nonostante il loro breve periodo di attività, i Quicksand sono stati una band piuttosto influente nell'ambito del genere, tanto da esserne considerati una delle band fondatrici. Tra i loro emuli spiccano i nomi di gruppi musicali di: At the Drive-In, Grade, Thursday, e Absolve.

## Formazione
- Walter Schreifels – voce, chitarra
- Tom Capone – chitarra
- Sergio Vega – basso
- Alan Cage – batteria

## Discografia

### Album in studio
- 1993 – Slip
- 1995 – Manic Compression
- 2017 – Interiors
- 2021 – Distant Populations

### EP
- 1990 – Quicksand